# Kostel svatého Prokopa (Bezděkov nad Metují)
Kostel svatého Prokopa je římskokatolický kostel v Bezděkově nad Metují. Je chráněn jako kulturní památka a od 1. července 2022 také jako národní kulturní památka. Jako dominanta obce se stal v roce 1999 hlavní částí obecního znaku. Je jedním z broumovské skupiny barokních kostelů.

## Historie
Stavbu inicioval broumovský opat Otmar Zinke. V kostele sloužil občas mše opat Fridrich Grundtmann, ale teprve po zrušení některých kostelů za Josefa II. zde byla zřízena lokálie fary v Polici nad Metují.

## Architektura
Půdorys kostela je osmiboký s presbytářem situovaným na šířku. V průčelí kostela jsou dvě věže, ale na rozdíl od kostela v Šonově nejsou situované šikmo. Nad lodí je zrcadlová klenba. Freska nad lodí a presbytářem je rokoková.

## Interiér
Na hlavním oltáři je obraz Setkání knížete Oldřicha se svatým Prokopem z roku 1743 od pražského malíře Jana Karla Kováře. V nástavci je obraz svatého Vintíře. Na kazatelně z roku 1752 je znak opata Fridricha Grundtmanna.

## Současnost
Kostel je otevřen pro veřejnost, v neděli a ve čtvrtek se konají pravidelné bohoslužby, konají se koncerty vážné hudby. Působí zde i místní chrámový sbor.

## Galerie

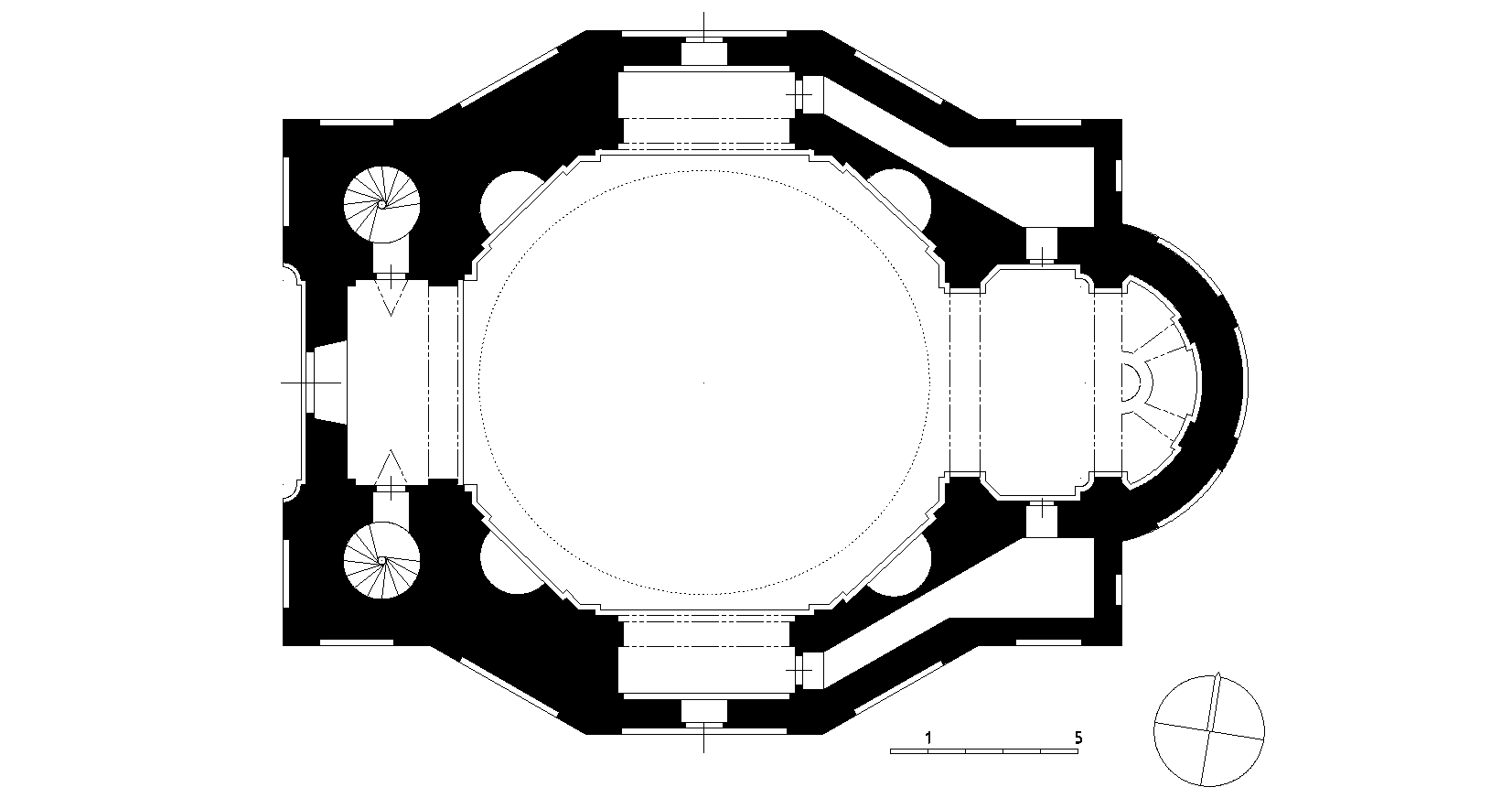
Půdorys kostela
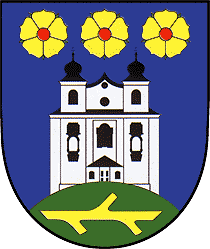
Kostel ve znaku obce
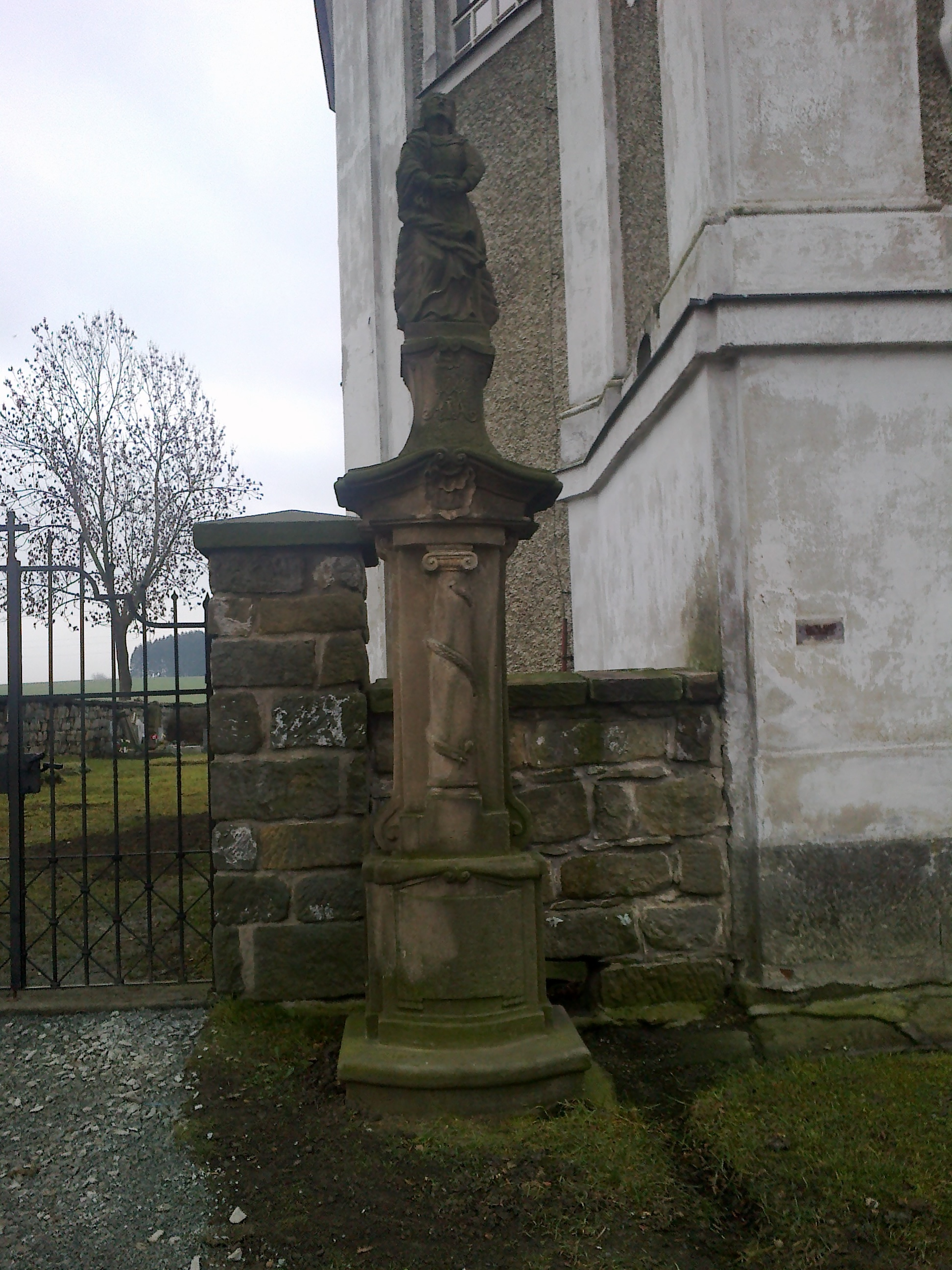
Socha Panna Marie
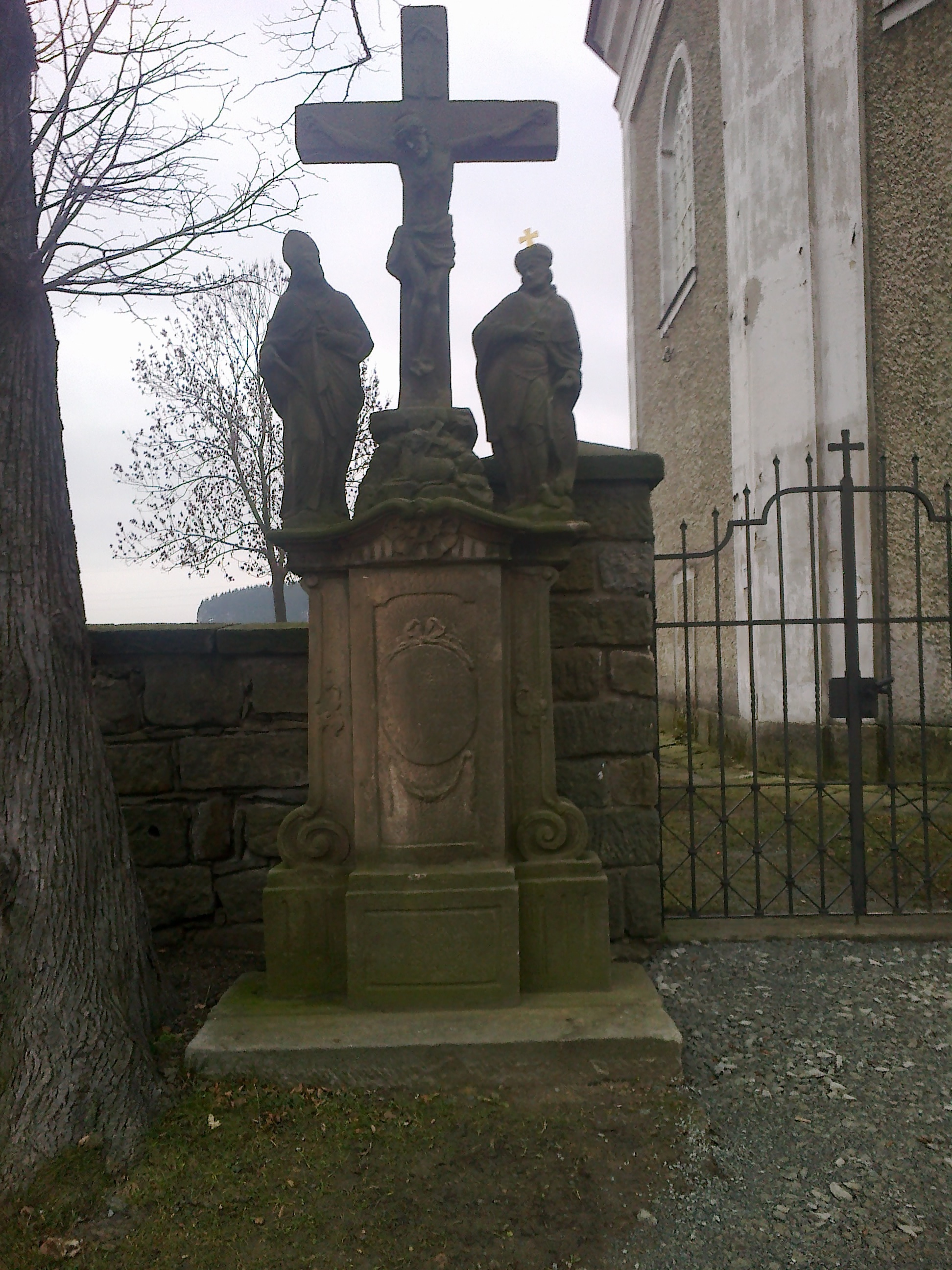
Socha Ukřižování
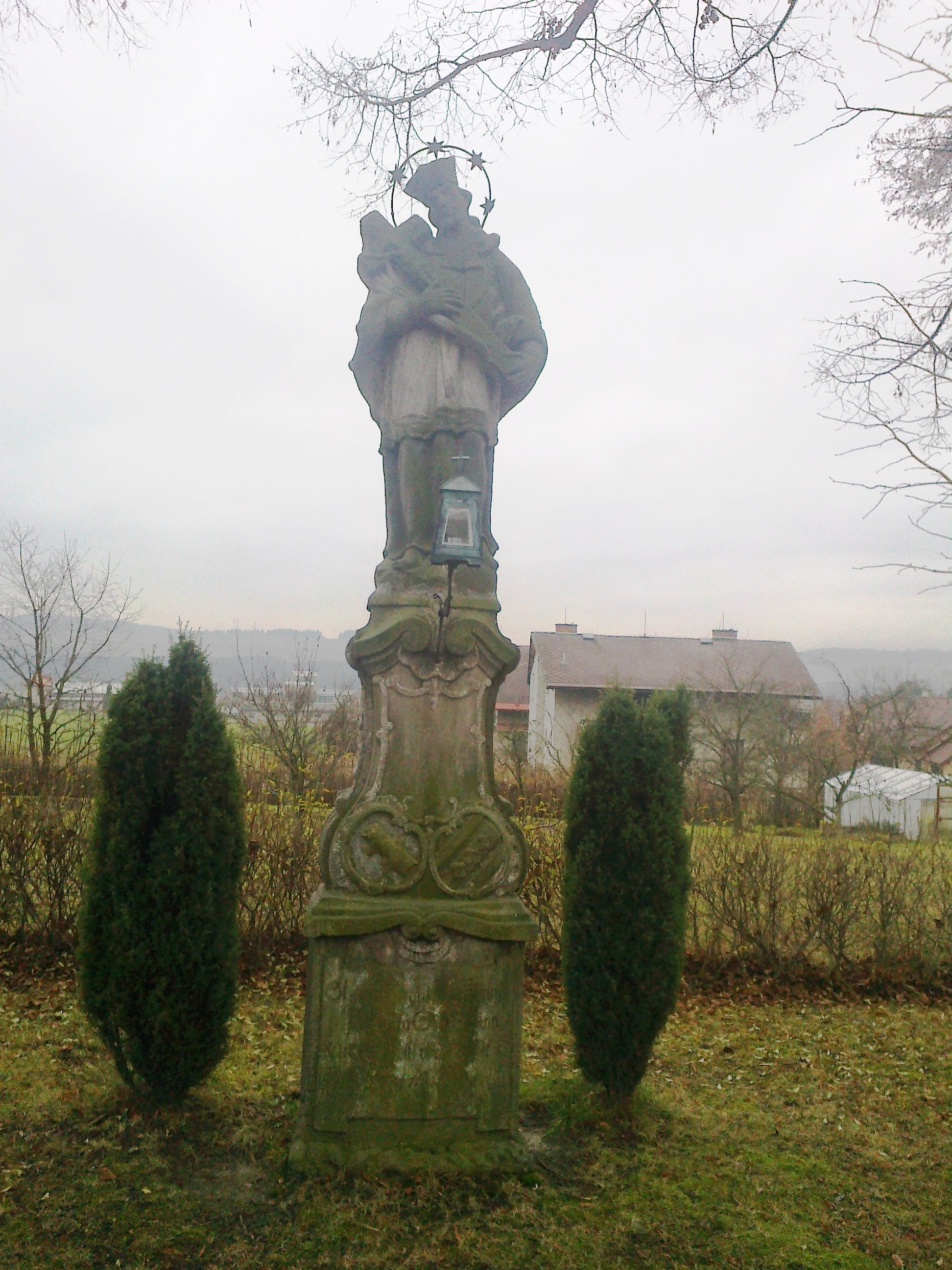
Socha svatého Jana Nepomuckého
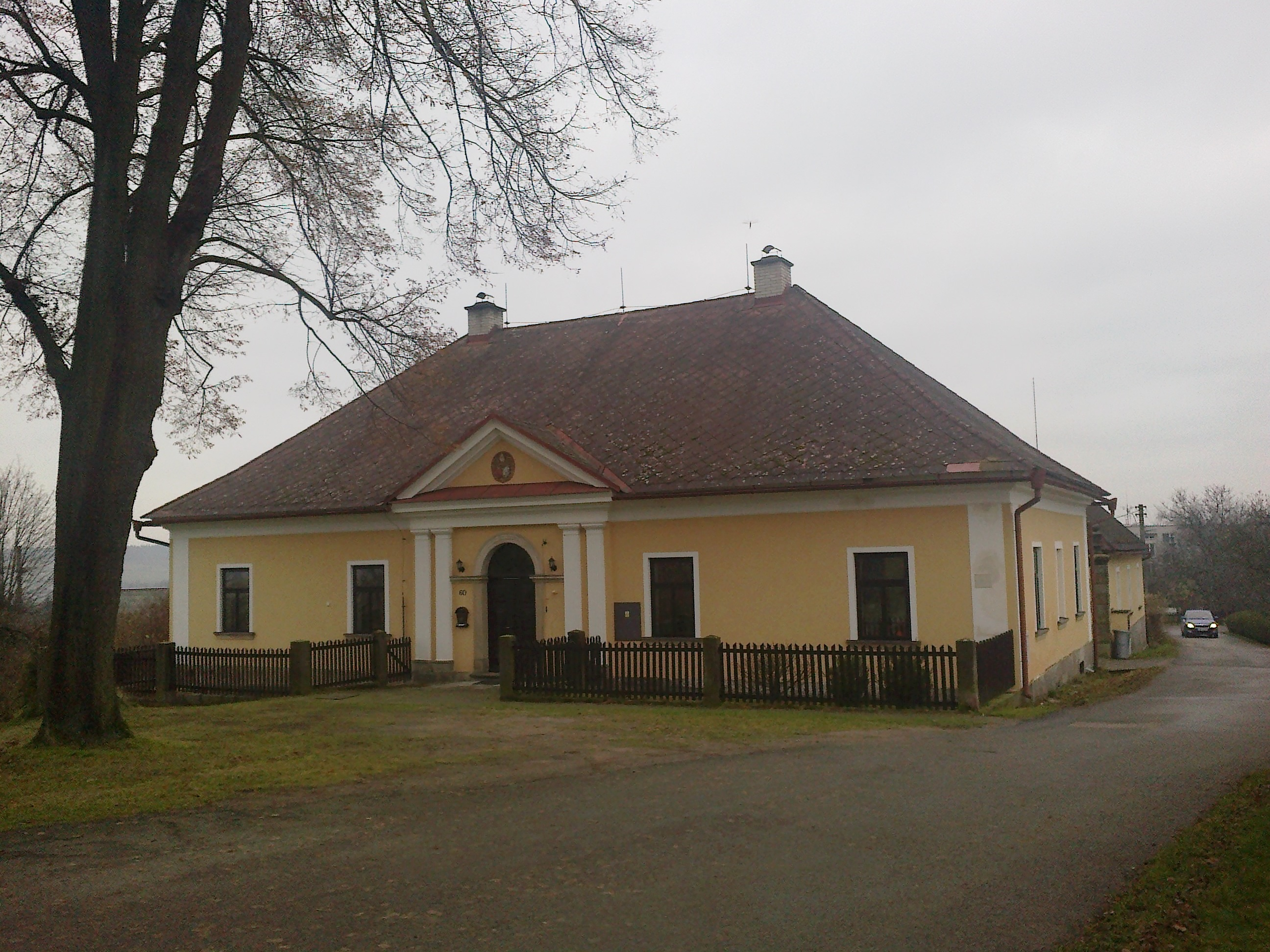
Fara